# Quärtli
Das Quärtli war ein Schweizer Volumenmaß und als Getränkemaß unterschiedlich in den verschiedenen Regionen.
Das Maß verstand sich als „halbes Maß“. Im Kanton Zürich, Eglisau und Winterthur waren die Einzelheiten:
- 1 Quärtli = 2 Stotzen = 33 Pariser Kubikzoll = 13/20 Liter
- 1 Quärtli Lautermaß = 46 Pariser Kubikzoll = 19/21 Liter
- 1 Quärtli Schenkmaß/Stadtmaß = 41 2/5 Pariser Kubikzoll = 11/13 Liter
- 2 Quärtli = 1 Maß
- 4 Quärtli = 1 Kopf
- 30 Quärtli = 1 Viertel
- 120 Quärtli = 1 Eimer
- 180 Quärtli = 1 Saum